# Zuivelfabriek Concordia (Birdaard)
Zuivelfabriek Concordia (voluit: Coöperatieve Stoomzuivelfabriek Concordia) is een niet meer bestaande zuivelfabriek nabij Birdaard, een dorp in Friesland. 
Rond 1880 was Nederland een van de grootste leveranciers van boter in Europa. Toch begonnen andere landen Nederland in te halen, niet zozeer omdat de Nederlandse boter te duur was ten opzichte van andere landen, maar omdat de kwaliteit van de boter veel slechter was. De regering greep in, en de eerste zuivelfabrieken werden gebouwd, met meer oog op het kunnen leveren van kwalitatief betere boter.
Rond 1882/1883 kwamen dan ook de eerste zuivelfabrieken in Friesland tot stand. Na een vergadering van dorpsgenoten in 1897 kwamen in datzelfde jaar de plannen voor de bouw van de zuivelfabriek Concordia. Na tien maanden bouwen, op 16 september 1898, werd de fabriek opgeleverd.
In 1965 werd de fabriek gesloten. Alle gebouwen werden afgebroken en op de vrijgekomen grond werden huizen gebouwd.